# Rugby 7 en los Juegos Europeos de Cracovia 2023
El rugby 7 en los III Juegos Europeos se realizó en el Estadio Henryk Reyman de Cracovia (Polonia) del 25 al 27 de junio de 2023.
Fueron disputados en este deporte 2 torneos diferentes, el masculino y el femenino.

### Torneo masculino
| Competición        | Plazas | Equipos clasificados                                              |
| ------------------ | ------ | ----------------------------------------------------------------- |
| País anfitrión     | 1      | Polonia                                                           |
| Serie Mundial      | 3      | España Reino Unido Irlanda                                        |
| Campeonato Europeo | 7      | Alemania Bélgica Georgia Italia Lituania Portugal República Checa |
| Trofeo Europeo     | 1      | Rumania                                                           |

### Torneo femenino
| Competición        | Plazas | Equipos clasificados                     |
| ------------------ | ------ | ---------------------------------------- |
| País anfitrión     | 1      | Polonia                                  |
| Serie Mundial      | 3      | España Reino Unido Irlanda               |
| Campeonato Europeo | 4      | Alemania Bélgica República Checa Rumania |
| Trofeo Europeo     | 4      | Italia Portugal Suecia Turquía           |

## Medallistas
| Evento                  | Oro         | Plata       | Bronce          |
| ----------------------- | ----------- | ----------- | --------------- |
| Masculino (27 de junio) | Irlanda     | Reino Unido | España          |
| Femenino (27 de junio)  | Reino Unido | Polonia     | República Checa |

## Medallero
| Núm. | País            | Oro | Plata | Bronce | Total |
| ---- | --------------- | --- | ----- | ------ | ----- |
| 1    | Reino Unido     | 1   | 1     | 0      | 2     |
| 2    | Irlanda         | 1   | 0     | 0      | 1     |
| 3    | Polonia         | 0   | 1     | 0      | 1     |
| 4    | España          | 0   | 0     | 1      | 1     |
| 4    | República Checa | 0   | 0     | 1      | 1     |
|      | TOTAL           | 2   | 2     | 2      | 6     |